# Стекл, Филлип
Филлип Уильям «Отто» Стекл (англ. Phillip William "Otto" Stekl; род. 20 января 1956, Мидлтаун) — американский гребец, выступавший за сборную США по академической гребле в период 1978—1984 годов. Серебряный призёр летних Олимпийских игр в Лос-Анджелесе, чемпион Панамериканских игр, победитель и призёр многих регат национального значения.

## Биография
Филлип Стекл родился 20 января 1956 года в городе Мидлтаун, штат Коннектикут.
Занимался академической греблей во время учёбы в Пенсильванском университете, который окончил в 1978 году. Состоял в университетской гребной команде, неоднократно принимал участие в различных студенческих регатах. Затем поступил в Коннектикутский университет, где получил степень магистра делового администрирования. Проходил подготовку в гребном клубе Hartford Barge.
Дебютировал в гребле на взрослом международном уровне в сезоне 1978 года, когда вошёл в основной состав американской национальной сборной и выступил на чемпионате мира в Карапиро, где в зачёте распашных рулевых четвёрок финишировал четвёртым.
В 1979 году побывал на Панамериканских играх в Сан-Хуане, откуда привёз награду золотого достоинства, выигранную в восьмёрках. При этом на мировом первенстве в Бледе попасть в число призёров не смог, показал в той же дисциплине пятый результат.
Входил в состав олимпийской сборной, которая должна была участвовать в летних Олимпийских играх 1980 года в Москве, однако Соединённые Штаты вместе с несколькими другими западными странами бойкотировали эти соревнования по политическим причинам. Много лет спустя за пропуск этой Олимпиады Стекл был награждён Золотой медалью Конгресса США.
В 1983 году в восьмёрках стартовал на чемпионате мира в Дуйсбурге, на сей раз сумел квалифицироваться лишь в утешительный финал B и расположился в итоговом протоколе соревнований на седьмой строке.
Благодаря череде удачных выступлений удостоился права защищать честь страны на домашних Олимпийских играх 1984 года в Лос-Анджелесе — в программе безрульных четвёрок финишировал в главном финале вторым, пропустив вперёд только экипаж из Новой Зеландии, и тем самым завоевал серебряную олимпийскую медаль.
Ещё будучи действующим спортсменом, Филлип Стекл работал специалистом по оплате труда в страховой компании Travelers. Позже переехал на постоянное жительство в Австрию и проявил себя в сфере управленческого консалтинга. Занимался тренерской деятельностью в гребном клубе в Линце.